# Тредегар
Тредѐгар (на уелски: Tredegar) е град в Южен Уелс, графство Блайнай Гуент. Разположен е около река Сирхауи на около 30 km на север от централната част на столицата Кардиф. Добив на каменни въглища в миналото. Населението му е 14 802 жители според данни от преброяването през 2001 г.

## Личности
- Арчибалд Кронин (1896-1981), шотландски писател, работил в града и района като медицински инспектор

## Побратимени градове
- Орво, Франция от 1979 г.